# Санд, Илсе
Илсе Санд (дат. Ilse Sand) — датская писательница и психотерапевт. Автор книг по психологии интровертов. Многие годы Санд работала с людьми, обладающими повышенной эмоциональной чувствительностью, вначале как пастор, а затем как дипломированный психотерапевт. На основании этого опыта она написала свою первую книгу «Highly Sensitive People in an Insensitive World: How to Create a Happy Life», переведенную впоследствии на 24 языка.

## Биография
Ранние годы и образование
Родители Санд развелись, когда она была ещё ребёнком. Полученная психологическая травма заставила её обратиться к помощи профессиональных психотерапевтов. Общаясь с врачами, Илсе поняла, что рассказ о глубинных эмоциях может изменить восприятие мира, устранить травмирующие переживания и, в конце концов, повысить качество жизни.
Изучала теологию в Орхусском университете. Её магистерская диссертация была посвящена работам Карла Юнга и Сёрена Кьеркегора. Идеи Юнга и Кьеркегора оказали большое влияние на будущую жизнь и работу Санд.
Работа пастором
Перед тем, как стать психотерапевтом, писателем и лектором, Илсе Санд 11 лет служила приходским священником Церкви датского народа (до 2006 года). Работая пастором, она старалась оказывать психологическую помощь прихожанам. Для этого изучила методы психотерапии, в том числе, гештальт-терапию, когнитивную терапию и психодинамическую терапию.
Работа психотерапевтом
В 2006 году Санд открыла собственную практику в Ютландии, специализируясь на работе в эмоционально-неустойчивыми и уязвимыми людьми. Кроме практики психотерапевта, Санд ведет просветительскую работу по своей специальности.

## Книги
На основе своего опыта работы пастором и психотерапевтом, Санд написала несколько книг, предназначенных для помощи эмоционально-уязвимым людям.
- Highly Sensitive People in an Insensitive World : How to Create a Happy Life
- On Being an Introvert or Highly Sensitive Person : A Guide to Boundaries, Joy, and Meaning
- Come Closer : On Love and Self-Protection Book
- Tools for Helpful Souls : Especially for Highly Sensitive People Who Provide Help Either on a Professional or Private Level
- The Emotional Compass : How to Think Better about Your Feelings

### Переводы на русский язык
- Илсе Санд. Скучаю по тебе. Как пережить боль расставания, восстановить отношения или отпустить = Ilse Sand.  Savner du én? Guide til at hele en beskadiget relation - eller give slip. — М.: Альпина Паблишер, 2019. — 176 с. — ISBN 978-5-9614-2657-1.
- Илсе Санд. Дистанция счастья. Правила гармоничной жизни для интровертов и сверхчувствительных людей = Ilse Sand.  Introvert eller særligt sensitiv: guide til grænser, glæde og mening / переводчики  Наумова Анастасия, Н. Фитисов. — М.: Альпина Паблишер, 2020. — 144 с. — ISBN 978-5-9614-3760-7.
- Илсе Санд. Страх близости. Как перестать защищаться и начать любить. = Ilse Sand.  Kom Naermer. — М.: Альпина Паблишер, 2020. — 134 с. — ISBN 978-5-9614-7073-4.
- Илсе Санд. Компас эмоций. Как разобраться в своих чувствах. = Finding New Paths in the labyrinth of Emotions (The Emotional Compass). — М.: Альпина Паблишер, 2020. — 156 с. — ISBN 978-5-9614-6556-3.
- Илсе Санд. Близко к сердцу. Как жить, если вы слишком чувствительный человек = FElsk dig selv. — М.: Альпина Паблишер, 2020. — 164 с. — ISBN 978-5-9614-6556-3..
- Илсе Санд. С любовью к себе: Как избавиться от чувства вины и обрести гармонию = Ilse Sand. Venlige Øjne På Dig Selv: Slip overdreven dårlig samvittighed. — М.: Альпина Паблишер, 2021. — 176 с. — (Книги Илсе Санд). — ISBN 978-5-9614-4783-5.
- Илсе Санд. Чувство стыда Как перестать бояться быть неправильно воспринятым = Sand Ilse. Say Hello to Your Shame: How to Let Go of Fear to be Wrong. — М.: Альпина Паблишер, 2021. — 170 с. — ISBN 978-5-9614-7347-6.